# 魂: Map the Soul
魂: Map the Soul(혼: 맵 더 소울)은 에픽하이가 맵더소울을 설립 후 발매한 기념 음반 및 소품집 Lovescream에 이어 나온 음반이다. 2009년 3월 27일에 발매되었다. 책과 음반을 하나의 작품으로 엮은 ‘북 앨범’ 형식으로 발매하였으며 정통 힙합에 가까운 음악을 담고 있다. 이 음반은 맵더소울닷컴에서만 판매하였으나, 현재 맵더소울닷컴이 폐쇄 된 이후로 힙합플레이야에서 한정 판매하고 있다.

## 배경
2008년 12월, 전 소속사인 울림엔터테인먼트와 계약을 끝낸 뒤, 에픽하이는 자신들의 사비를 투자하여 타블로와 친분이 있던 최알렌진욱의 도움을 받아 자신들의 독립 소속사인 맵더소울을 설립하였다. 에픽하이는 “정이 들었던 소속사를 떠나는 것이 아쉽지만, 새로운 도전을 해보고 싶다”며 스스로가 투자자가 되는 모험을 강행하였다.
2009년 2월, 사이트 오픈 전인 맵더소울닷컴에 타블로와 MYK가 프리스타일 랩을 하는 영상을 비롯해 음반과 설립을 준비하는 에픽하이의 모습이 유튜브를 통해 공개되었다.
2009년 3월, CD와 음반을 결합한 북 앨범 魂: Map the Soul을 3월 27일에 발매하며, 자신들의 사이트 맵더소울닷컴에서만 판매한다고 알렸다. 음반 판매 10일을 앞두고 맵더소울 사무실에서 일하는 에픽하이와 MYK, 魂: Map the Soul에 수록된 곡들을 짧게 들을 수 있는 티저가 공개되었다.
사이트 오픈 예정일인 2009년 3월 21일, 팬들과 직접 소통하기 위해 맵더소울닷컴(mapthesoul.com)을 오후 3시 21분에 열었으나 오픈한 지 몇 시간이 지나지 않아 트래픽 초과로 다운되기도 하였다.
사이트 복구 후 이어 3월 22일에는 "Map the Soul"의 뮤직비디오 티저를 공개하였고 음반 판매와 동시에 디지털 음원으로 공개되었고 이후 "Map the Soul"의 뮤직비디오도 공개되었다. 북 앨범 발매 후, 사이트를 통해 온라인 쇼케이스를 하였으며 사이트 내 게시판과 블로그, 비디오로그 등을 통해 팬들과 접촉하기 시작하였다. 4월 5일, 사이트와 유튜브를 통해 4파트로 나누어 魂: Map the Soul 쇼케이스를 진행하였다.
그러나 음반 발매 후 여태 에픽하이가 발매한 음반들과 같이 심의에 걸렸다. 4월 14일, 미쓰라 진은 블로그를 통해 “KBS에서 심의를 받았으나 10곡 중 3곡이 부적격 판정을 받았다”고 밝혔다. 이어 5월 29일엔 청소년보호위원회로부터 비속어로 인해 "8 by 8, Pt. 2"가 청소년유해매체물로 지정되었다.
본격적인 음반 활동은 3월 28일, MBC FM4U 《타블로와 꿈꾸는 라디오》를 시작으로 SBS 《김정은의 초콜릿》에 출연하였고4월 11일, 힙합플레이야 쇼 Vol.29에 참여하였으며 4월 14일, 《이하나의 페퍼민트》 마지막 방송에서도 출연하였다.
이어 비트박스 DG, 아셀, MYK, 케로 원과 함께 맵더소울 밴드를 결성 해 4월 26일부터 5월 23일까지 일본 고베와 도쿄, 한국 서울, 미국 로스앤젤레스, 샌프란시스코, 뉴욕, 시애틀을 거치는 《맵더소울 월드투어 2009》를 연다고 밝혔다. 4월 26일과 28일, 고베와 도쿄에서 공연을 시작으로 5월 2일, 서울에서 공연을 가졌고 이어 미국으로 가 5월 15일 샌프란시스코, 16일, 로스앤젤레스와 22일엔 뉴욕, 23일 시애틀 공연을 마지막으로 월드투어를 마쳤다.
6월 10일엔, MBC 《라디오스타》에 출연하였고, 6월 11일엔 싸이월드 뮤직어워드에 참여하여 탐음매니아상을 수상하였다. 또한 타블로는 6월 25일부터 6월 27일까지 열린 GFC (Global Fresh Collective)에 한국 대표로 참여하였다.

## 수록

### 음반
| #             | 제목 | 작곡                | 재생 시간 |
| ------------- | --- | ------------------- | --------- |
| 1.            | 〈Believe〉 | 랍티미스트          | 3:38      |
| 2.            | 〈Cipher〉 (Feat. Beatbox DG)                                                                                        | 비트박스 DG         | 1:13      |
| 3.            | 〈Map the Soul〉 (Feat. MYK)                                                                                         | DJ 투컷             | 3:54      |
| 4.            | 〈Customer Service〉 (Skit)                                                                                          | 에픽하이, MYK, 케빈 | 2:09      |
| 5.            | 〈Top Gun〉 | DJ 투컷             | 3:59      |
| 6.            | 〈Scenario [피해망상 Pt. 2]〉 (Feat. MYK)                                                                            | 타블로              | 3:47      |
| 7.            | 〈London〉 | 타블로              | 3:02      |
| 8.            | 〈Free Music〉 (Tablo and MYK)                                                                                       | 페니                | 3:39      |
| 9.            | 〈Map the Soul [Worldwide Version]〉 (Tablo, MYK & Kero One)                                                         | DJ 투컷             | 4:33      |
| 10.           | 〈8 by 8, Part 2 [Bonus Track]〉 (Feat. MYK, Minos, Paloalto, The Quiett, Verbal Jint, Kebee, Simon Dominic, E-Sens) | DJ 투컷             | 4:23      |
| 총 재생 시간: | 총 재생 시간: | 총 재생 시간:       | 34:17     |

### 책
음반에 대한 제작과정 그리고 맵더소울의 설립과정과 함께 에픽하이와 MYK가 직접 쓴 글과 찍은 사진들이 수록되어 있다. 또한 타블로가 각 장마다 한국어 및 영어로 번역하였다.

#### 목차
- 魂
- ARTISTS

맵더소울의 아티스트들. 에픽하이, MYK, 이터널 모닝의 간단한 소개와 발매한 음반 등 정보를 담고 있다.
- THE CREATIVE PROCESS

魂: Map the Soul의 제작 과정 및 창작에 대한 것을 다루고 있다.
- ANTICIPATION

‘the LAB’에선 DJ 투컷이 작업할 때 쓰는 턴테이블 및 MPC 등을 소개하며 ‘must have items’에선 작업 때 필요한 것들 등을 소개하고 있다.
- INSPIRATION

魂: Map the Soul의 제작 과정에 있었던 일들과 ‘inspiration list’를 통해 작업 할 때 도움을 준 영화, 음반 등을 소개하고 있다.
- EXPERIMENTATION

"Map the Soul"의 가사가 된 타블로, 미쓰라 진, MYK의 라임 노트와 음반의 표지의 초고 등을 볼 수 있다.
- EXECUTION

魂: Map the Soul 음반의 제작 과정과 사진을 담고 있다.
- COMMUNICATION
- CURTAIN CALL
- FREEDOM OF SPEECH?

에픽하이#심의 참조. 심의에 걸린 곡들의 가사를 실어서 심의에 걸린 단어나 또는 모든 부분에 빨간 X선을 그어놓았다.
- LYRICS (Tablo's Notes)

魂: Map the Soul에 수록된 곡들의 가사와 곡에 대한 간단한 소개를 담고 있다. 또한 펀치라인 등 각 가사를 한국어 또는 영어로 번역하였다.

## 트리비아
- 타이틀곡인 "Map the Soul"의 제작과정 중 타블로 벌스에서 타블로가 원래 ‘초상화’라고 해야 할 부분을 ‘초화상’이라고 잘못 썼다. 녹음 3주 후에 가사를 정리하면서 알게 된 타블로는 이를 다시 녹음하고 수정하였다. 이후 2009년 3월 14일에 한 타블로와 꿈꾸는 라디오를 통해서 밝혔다.[27]
- 발매 후 여태 에픽하이 발매한 음반들처럼 심의에 걸렸는데 "Believe"는 심의실에 대해 언급하여 걸렸고[28] "Top Gun"은 박태환, 김태희의 실명을 거론했다는 이유로 심의에 걸렸다.[29]
- 에픽하이의 6집 [e]에 수록된 〈흉〉은 원래 魂: Map the Soul에 실릴 예정이었으나 수록되지 못했다.[30]